# ستيفان أورتيغا
ستيفان أورتيغا مورينو (بالألمانية: Stefan Ortega Moreno)‏ (6 نوفمبر 1992 في ألمانيا -) هو لاعب كرة قدم ألماني في مركز حراسة المرمى. شارك مع منتخب ألمانيا تحت 19 سنة لكرة القدم. أما مع النوادي، فقد لعب مع أرمينيا بيليفيلد وميونخ 1860 وحالياً يلعب مع نادي مانشستر سيتي الإنجليزي.

## وصلات خارجية
- ستيفان أورتيغا على موقع الاتحاد الأوربي (الإنجليزية)
- ستيفان أورتيغا على موقع قاعدة بيانات كرة القدم.إي يو (الإنجليزية)
- ستيفان أورتيغا على موقع بيانات كرة القدم. دي إي (الألمانية)
- ستيفان أورتيغا على موقع ليكيب (الفرنسية)
- ستيفان أورتيغا على موقع Soccerbase.com (لاعب) (الإنجليزية)
- ستيفان أورتيغا على موقع Soccerway.com (الإنجليزية)
- ستيفان أورتيغا على موقع عالم كرة القدم.نت (الإنجليزية)